# Пред зору
„Пред зору” је југословенски кратки филм из 1974. године. Режирао га је Едуард Галић а сценарио је написан по делу  Владана Деснице.

## Улоге
| Глумац                | Улога |
| --------------------- | ----- |
| Илија Ивезић          |       |
| Данило Бата Стојковић |       |